# Corea del Norte en los Juegos Olímpicos de Pekín 2008
Corea del Norte estuvo representada en los Juegos Olímpicos de Pekín 2008 por un total de 58 deportistas, 21 hombres y 37 mujeres, que compitieron en 12 deportes.

## Medallistas
El equipo olímpico norcoreano obtuvo las siguientes medallas:
| Nombre       | Deporte      | Competición      |
| ------------ | ------------ | ---------------- |
| Oro          |              |                  |
| Hong Un-Jong | Gimnasia     | Salto de potro F |
| Pak Hyon-Suk | Halterofilia | 63 kg F          |
| Plata        |              |                  |
| O Jong-Ae    | Halterofilia | 58 kg F          |
| An Kum-Ae    | Judo         | –52 kg F         |
| Bronce       |              |                  |
| Pak Chol-Min | Judo         | –66 kg M         |
| Won Ok-Im    | Judo         | –63 kg F         |